# LY-255582
LY-255582是一种含氮有机化合物，化学式为C22H35NO2，属于苯基哌啶类化合物，可作为阿片类受体的非选择性受体拮抗剂，在肥胖实验大鼠中具有减肥作用。